# オキナワイシカワガエル
オキナワイシカワガエル (沖縄石川蛙、Odorrana ishikawae) は、両生綱無尾目アカガエル科ニオイガエル属に分類されるカエル。

## 分布
日本（沖縄島北部）固有種

## 形態
体長オス9.2 - 10.8センチメートル、メス10.3 - 11.5センチメートル。背面の皮膚は、円錐形の大型隆起や顆粒状の小型隆起で覆われる。背面の体色は緑色で、褐色の斑紋が入る。腹面は白く、暗色斑が入る。アマミイシカワガエルと比較すると背面の褐色斑や腹面の暗色斑は大型で、暗色斑は複雑な形状をしている。

## 分類
種小名ishikawaは、石川千代松への献名。
以前は奄美大島の個体群を含み、和名もイシカワガエルとされていた。2011年に奄美大島の個体群が、アマミイシカワガエルとして新種記載されたことで本種の和名も変更された。アマミイシカワガエルとは200万年以上前に分岐したと推定されている。

## 生態
山地にある常緑広葉樹林内を流れる河川の源流域や上流域の周辺などに生息する。
ヤスデ類などの多足類、サワガニ類などの甲殻類などを食べる。
繁殖様式は卵生。11月から翌4月に源流域周辺の岩の割れ目や斜面地下にある伏流水が溜まった穴などに、500 - 1,000個の卵を産む。幼生は8月に変態し幼体になるが、一部は翌年の5 - 6月に変態する。生後2 - 3年で成熟すると考えられている。同じオスが少なくとも5年にわたり、繁殖地に出没した例がある。

## 人間との関係
方言名として「マヤーワクビチ」（本部町）や、「ワクビチ」（大宜味村、国頭村）がある。
森林伐採やダム・道路建設による生息地の破壊などにより生息数は減少していると考えられている。名護市では1993年以降は確認されていない。2016年に国内希少野生動植物種に指定され、卵も含め捕獲・譲渡などが原則禁止されている。1985年に沖縄県の天然記念物に指定されている。沖縄県では2017年現在、沖縄県レッドリストで絶滅危惧IB類と判定されている。
絶滅危惧IB類 (EN)（環境省レッドリスト）